# 胡炳权
胡炳权（1936年—2024年8月24日），中国退役男子乒乓球运动员。他曾获得1956年世界乒乓球锦标赛和1957年世界乒乓球锦标赛男子团体季军。退役后成为教练。